# Hugo Fenichel
Hugo Fenichel (10 mei 1897 – Bernburg, 15 juni 1942) was een Hongaarse voetbaltrainer, die vooral bekend is van de seizoenen die hij doorbracht bij enkele Belgische clubs voor en tijdens de Tweede Wereldoorlog. De oorlog kostte hem uiteindelijk zijn leven.

## Levensloop
Fenichel arriveert in België in 1938. Omdat hij jood is, vlucht hij uit Hongarije weg vanwege de daar heersende antisemitische politiek van het regime van Miklos Horthy. Tot 1926 was hij trainer in Luxemburg. Deze club is verbonden aan RCS Brugeois, dat in de hoogste klasse speelt. Wanneer Brugeois zich kan verzekeren van een langer verblijf bij de twaalf beste ploegen, mag het langer in de eerste klasse blijven. Het eindigt uiteindelijk als elfde van de veertien. De club begint aan het volgende seizoen, maar door de Tweede Wereldoorlog raakt Fenichel in ballingschap. Vervolgens worden de wedstrijden opgeschort. Fenichel start opnieuw in 1941, deze keer als trainer van KAA Gent. Hij leidt de ploeg van de "Buffalo's" één seizoen. Fenichel wordt gearresteerd vanwege zijn politieke betrokkenheid in België en in augustus 1941 gedeporteerd naar het concentratiekamp Breendonck, dicht bij Antwerpen. Later wordt hij overgebracht naar het concentratiekamp Neuengamme, waar hij op 15 augustus 1942 naar de gaskamers wordt gebracht.